# HD63357
HD63357 — хімічно пекулярна зоря спектрального класу
B5 й має видиму зоряну величину в смузі V приблизно  8,9.

## Пекулярний хімічний склад
Зоряна атмосфера HD63357 має підвищений вміст 
He
.